# Saturday Review (rivista statunitense)
Saturday Review, precedentemente The Saturday Review of Literature, era un periodico settimanale statunitense fondato nel 1924. Norman Cousins ne fu direttore dal 1940 al 1971. Nel periodo di Cousins, la pubblicazione era descritta come "un compendio di reportage, saggi e critiche su eventi attuali, istruzione, scienza, viaggi, arti e altri argomenti".
Al suo apice, la Saturday Review fu influente in quanto base di numerosi critici molto letti (ad esempio, Wilder Hobson, il critico musicale Irving Kolodin e i critici teatrali John Mason Brown e Henry Hewes), ed era spesso citata con le sue iniziali SR. Il periodico non fu mai molto redditizio e alla fine soccombette al declino delle riviste di interesse generale dopo essere stata ristrutturato e aver tentato più volte di reinventarsi durante gli anni Settanta e Ottanta.

## Storia

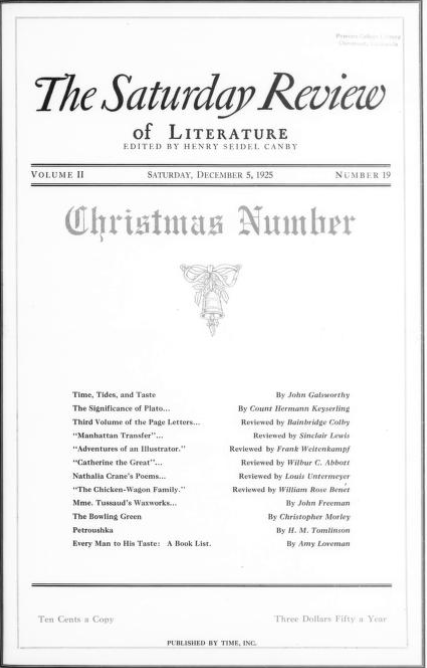
Copertina del 5 dicembre 1925, con il nome originale

Dal 1920 al 1924, la Literary Review fu un supplemento del sabato al New York Evening Post. Henry Seidel Canby la fondò come pubblicazione separata nel 1924. Bernard DeVoto fu il direttore nel periodo 1936-1938. Nel 1950, John Barkham vi lavorò come recensore di libri. Fino al 1952 era conosciuta come The Saturday Review of Literature .
La rivista fu acquistata dalla McCall Corporation nel 1961.
La Saturday Review raggiunse la sua massima tiratura di 660.000 copie sotto la direzione di Norman Cousins (1940-1971). Cousins si dimise quando la rivista fu venduta, insieme alla McCall Books, a un gruppo guidato dai due co-fondatori di Psychology Today, che avevano recentemente venduto a Boise Cascade. Divisero la rivista in quattro mensili separati e rinominarono la casa editrice Saturday Review Press, ma l'esperimento finì con l'insolvenza due anni dopo. L'ex direttore Cousins lo acquistò e ricombinò le unità con World, una nuova rivista che aveva nel frattempo fondato. Per un breve periodo si chiamava SR World prima di tornare a chiamarsi Saturday Review. Saturday Review Press fu venduta separatamente a EP Dutton .
La rivista fu poi venduta nel 1977 a un gruppo guidato da Carll Tucker, che la cedette nel 1980 a Macro Communications, proprietaria della rivista economica Financial World. Nel 1982 la società divenne nuovamente insolvente e venne venduta all'imprenditore del Missouri Jeffrey Gluck. Nel 1984 un nuovo gruppo di investitori lo rianimò brevemente. Greg Lindsay scrisse su Folio vent'anni dopo che la maggior parte delle persone considera il 1982 "l'anno in cui morì la Saturday Review ".
L'editore di Penthouse, Bob Guccione, acquisì tutte le proprietà nel 1987 e utilizzò brevemente il titolo dal 1993 per una pubblicazione online su AOL.

## Revival
Nel dicembre 2010, l'editorialista economico del The Philadelphia Inquirer Joseph N. DiStefano ha scritto nel suo blog che John T. Elduff di JTE Multimedia aveva in programma di "rilanciare" sia Collier's che Saturday Review come riviste cartacee e online.
Nel 2011, JTE Multimedia ha utilizzato il nome Saturday Review con il suo sito web, Saturday Review–Drug Trials, per riferire sulla ricerca clinica sui farmaci, concentrandosi sui risultati inconcludenti e avversi degli studi. Il sito è scomparso nel 2016 e la sua home page è rimasta sostanzialmente invariata dalla data del lancio.